# Generalna Federacja Pracy
Generalna Federacja Pracy – centrala związków zawodowych o charakterze piłsudczykowskim i syndykalistycznym. W 1926 r. grupa działaczy Związku Naprawy Rzeczypospolitej zaczęła wydawać syndykalistyczny dwutygodnik "Solidarność Pracy", wokół którego tworzono Koła Robotników Syndykalistów, a na początku 1928 r. powołano Robotniczy Komitet Współpracy z Marszałkiem Piłsudskim. W oparciu o te organizacje w połowie 1928 r. utworzona została Generalna Federacja Pracy. Program GFP zakładał upaństwowienie przemysłu naftowego, ustanowienie kontroli państwowej nad bankami i kartelami, zagwarantowanie umów zbiorowych i arbitrażu, rozszerzenie ustawodawstwa socjalnego; Federacja nie uczestniczyła jednak w strajkach. Na początku 1930 r. GFP liczyła 42 tys. członków, głównie wśród robotników przemysłu metalowego, elektrotechnicznego, chemicznego i górniczego. W 1931 r. GFP połączyła się z innymi prorządowymi związkami zawodowymi w Związek Związków Zawodowych.
Czołowymi działaczami byli Bolesław Gawlik, Stefan Kapuściński, Edward Ruszczewski, Jerzy Szurig, Kazimierz Zakrzewski, Gustaw Zieliński.

## Literatura
- Ruch zawodowy w Polsce. Zarys dziejów. Pod red. Lucjana Kieszczyńskiego, Marii Korniluk. Warszawa 1980, t. II/1, s. 366-368